# 本头公巷
本头公巷或打铜仔街，是位于马来西亚槟城乔治市的一条狭窄街道，属于该市的联合国教科文组织世界遗产区。近年来，该巷子凭借其丰富的文化景观和街头艺术逐渐获得了广泛的关注。
本头公巷是世界上许多以亚美尼亚命名的地方之一。最初，它是一个马来人聚居区。随后，亚美尼亚人和华人的涌入帮助塑造了这条街道的多元文化特征。值得注意的是，这里也是孙中山庇能会议举办地。
在中文名裡，按街道上下分为两名、以大铳巷（命名与1867年槟城暴乱有关）为界。大统巷以东至缎罗申街（银行街）一段是本头公巷，以座落有百年历史的建德堂大伯公庙（本头公即大伯公）而得名；大统巷以西至打石街路段，称为打铜仔街，因当年很多马来铜匠（打铜仔）在那边作业。

## 历史
最初，本头公巷被称作“巫来由巷”，因为这里曾是马来人的聚居地。马来文化的影响至今仍可见。特别是在本头公巷最西端的路段，而槟城伊斯兰博物馆就坐落于此。
1808年，由于亚美尼亚商人大量涌入这条街，这条街改名为。1822年，亚美尼亚人在乔治城内建立了圣格雷戈里教堂，而萨基斯兄弟则在19世纪80年代建立了东家酒店。然而，亚美尼亚人的存在并没有持续太久，因为当教堂于1937年被拆除时，大多数亚美尼亚人已经离开当地。
19世纪中叶，华人逐渐占领了本头公巷的大部分地区，并在道路附近建造了宗族住宅，例如龙山堂邱公司。与此同时，亚美尼亚街因华人黑社会活动而臭名昭著，以福建人为主的私会党大伯公会（建德堂）沿路建立。因此，在1867年的槟城暴乱中，这里发生了激烈的战斗。当时，英国当局在印度士兵的增援下，设置了路障，并使用武力平息了华人和马来人秘密社团之间的地盘之争。
1910年，孙中山在阿美尼亚街的一座联排别墅内主持了槟城会议，并成功为反对清朝统治的中国革命活动，筹得了8000美元。这座联排别墅后来被改建为孙中山槟城基地纪念馆，并成为中国电影《夜·明》的拍摄地之一。

## 地标建筑

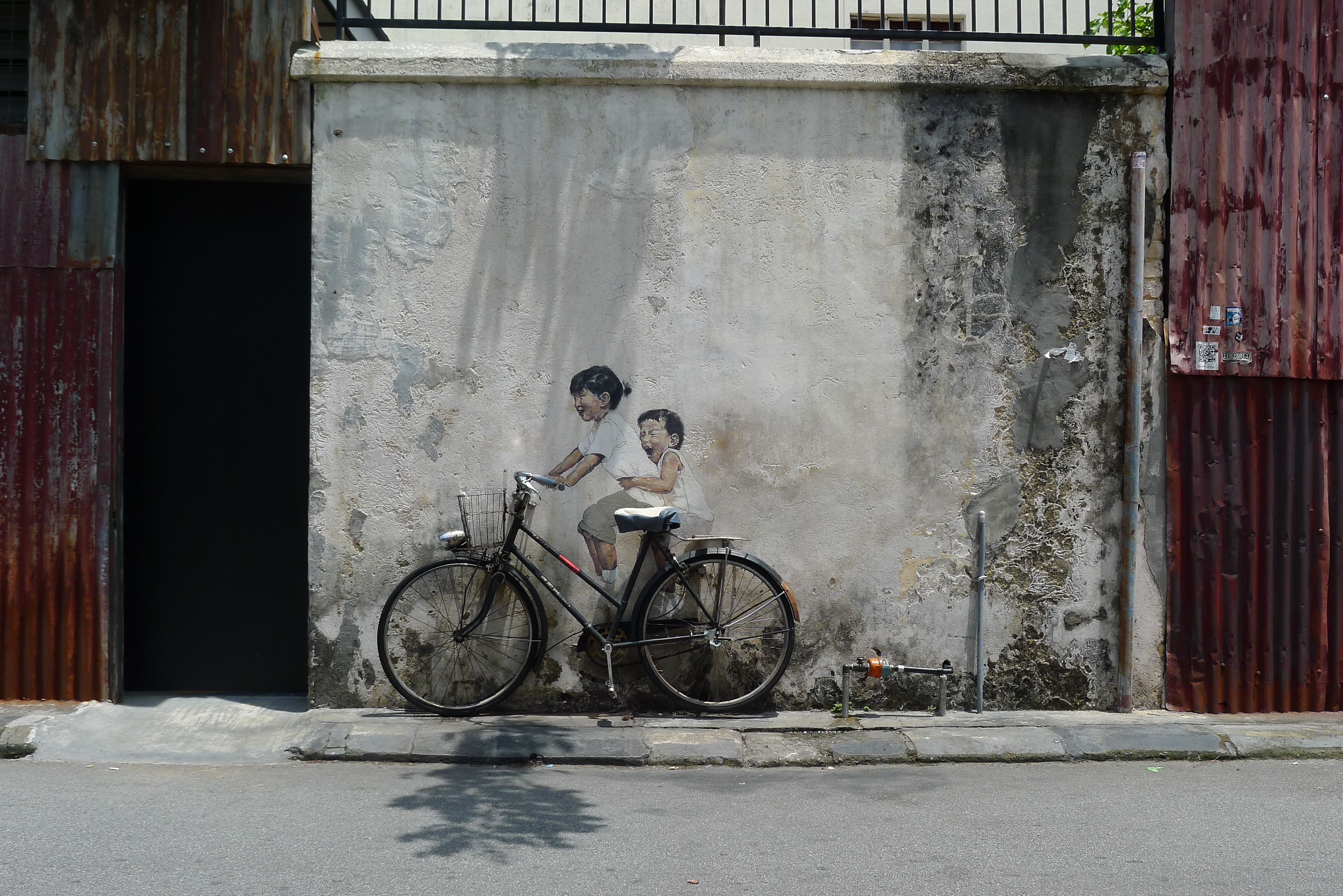
《姐弟共骑》，歐內斯特·扎哈雷維奇创作的壁画。
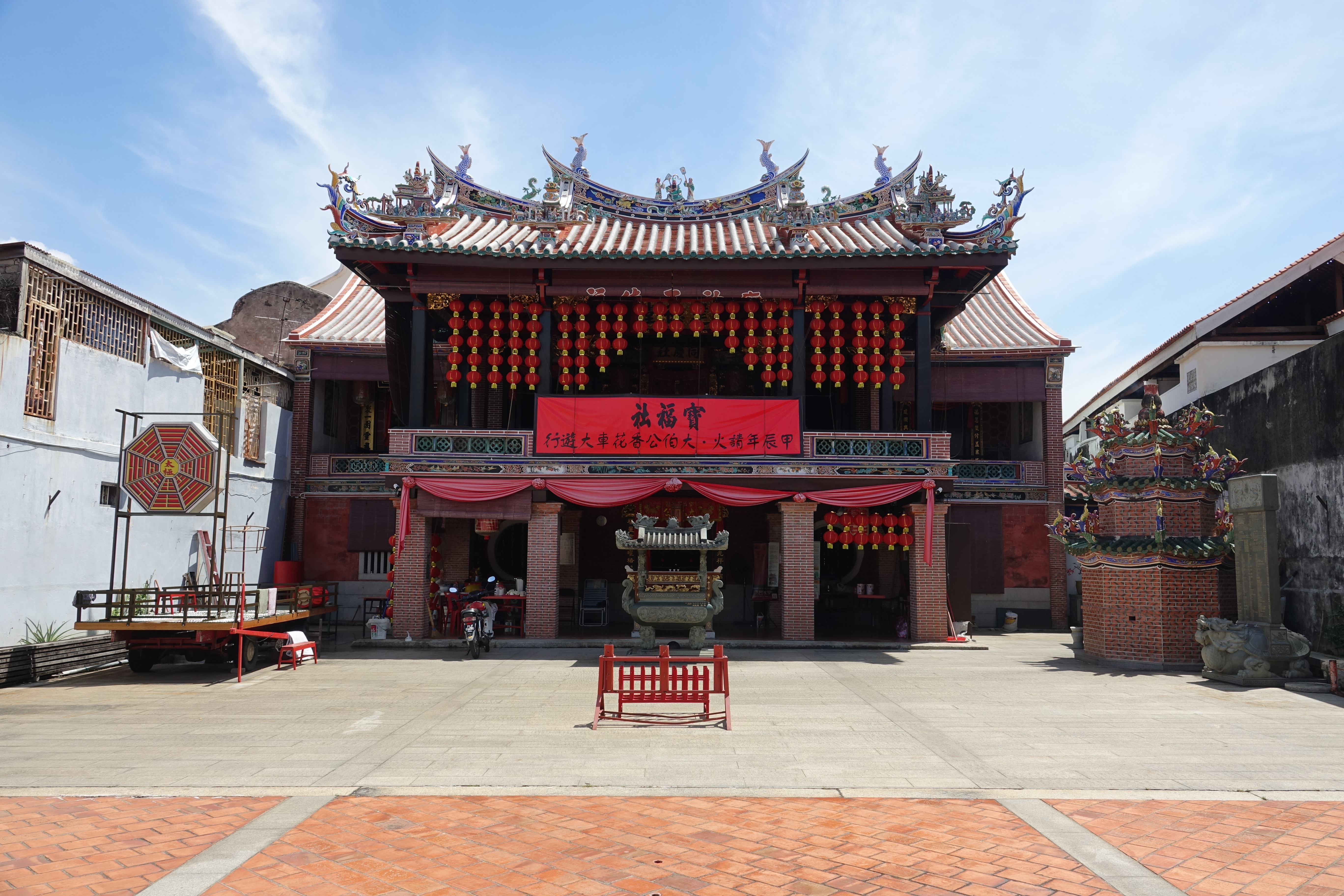
槟榔屿本头公巷福德正神庙。
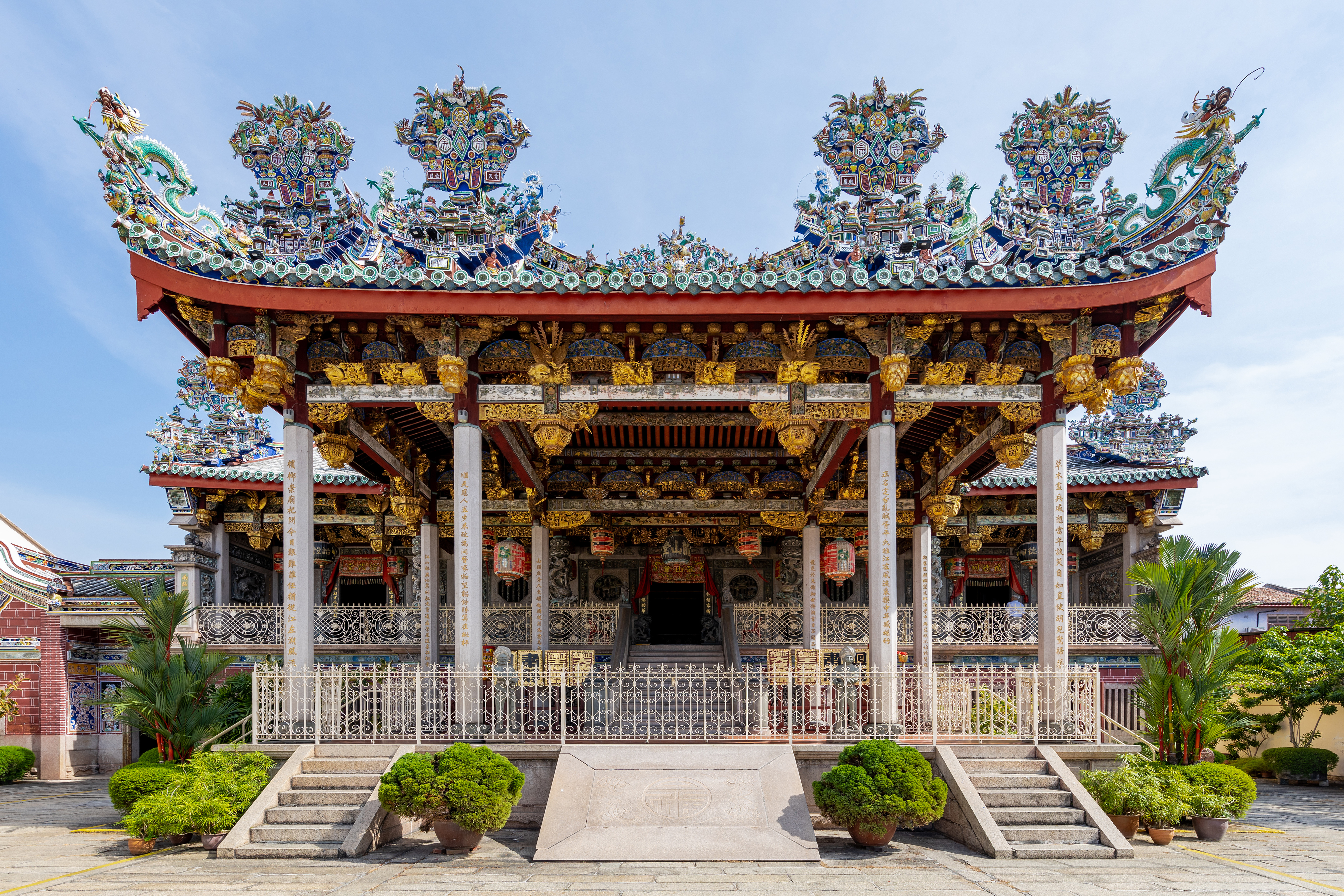
龍山堂邱公司。
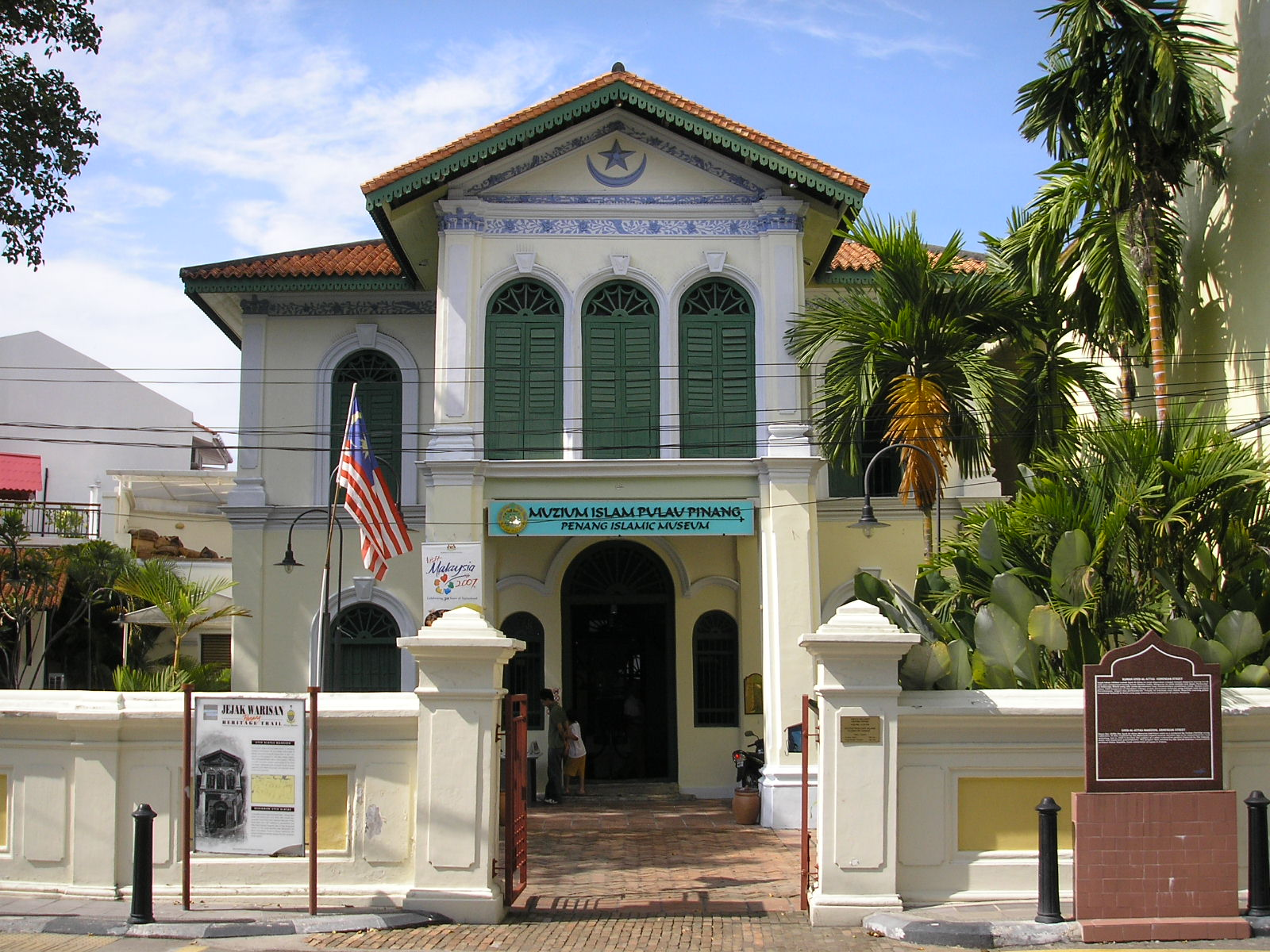
槟城伊斯兰博物馆。
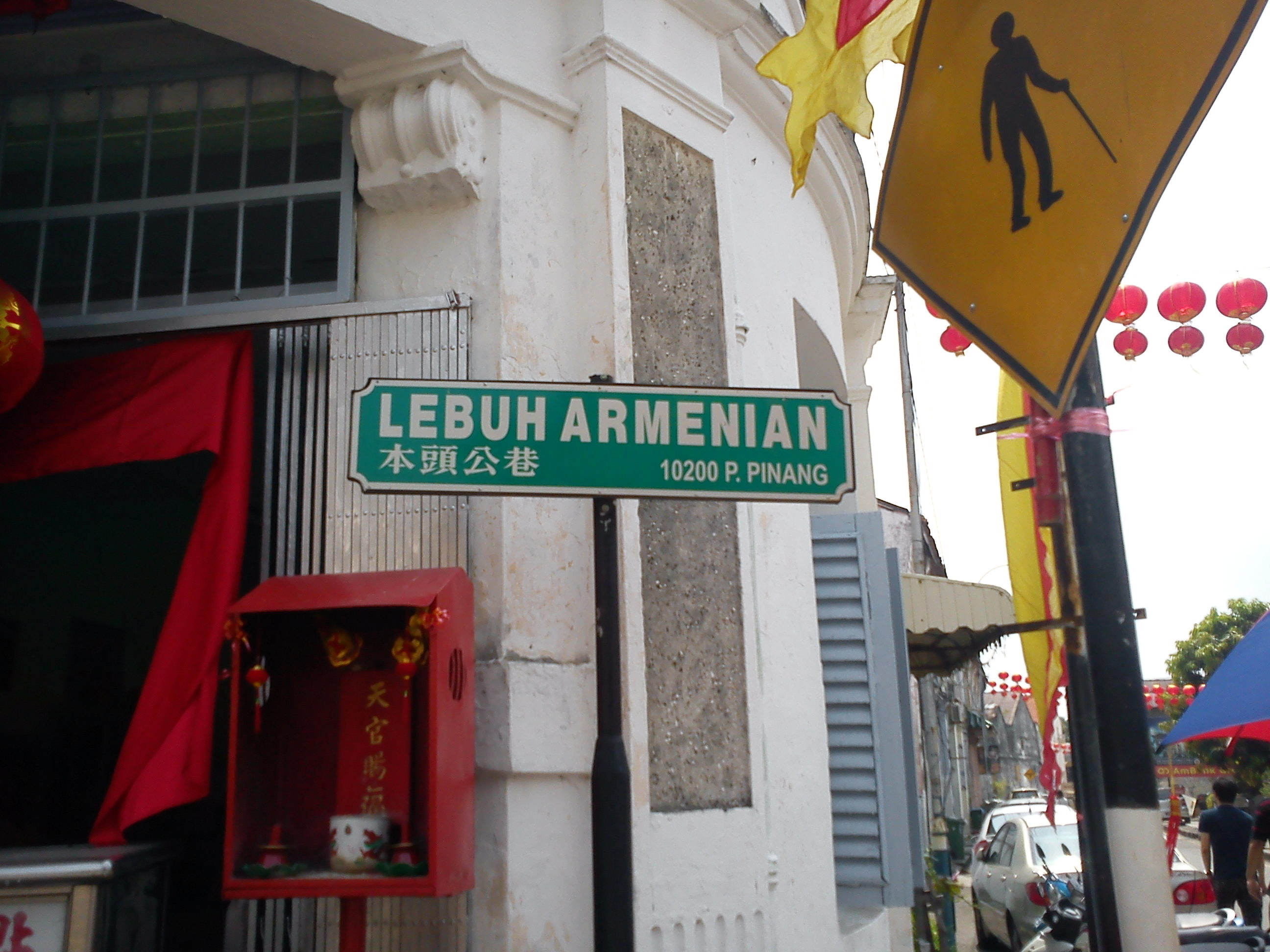
本头公巷之路牌。